# Merton Glory
Merton Glory ist eine zu den Herzkirschen gehörende rotbunte Sorte der Süßkirschen.

## Herkunft
Die Sorte wurde im John Innes Institut in Norwich aus den Sorten Ursula Rivers und Noble herausgekreutzt und 1947 in den Handel gebracht. Sie ist nach dem Londoner Stadtteil Merton Park benannt.

## Frucht
Die Frucht ist mittelgroß bis groß, herzförmig bis oval. Die weiche Haut ist dunkelgelb bis leuchtend rot, in der Vollreife dunkelrot. Das feste Fruchtfleisch ist weißgelb, sehr aromatisch im Geschmack. Sie ist sehr Platzfest. Der Stein ist groß, oval, etwas asymmetrisch. Der Stiel ist kurz bis mittellang, etwa 3 cm und grün, der Stielansatz ist groß. Sie reift in der 3.
Kirschwoche.

## Baum
Der Baum wächst mittelstark, mit schräg aufrechten Leitästen. Die Krone ist breikugelig mit dicken Ästen. Er ist selbststeril und braucht einen Befruchtungspartner. Er blüht mittelfrüh mit wenig, rötlichem Blattaustrieb.